# Robert Eiter
Robert Eiter (* 1960 en Wels) es un jurista austríaco, periodista y cofundador de la fundación Welser Initiative gegen Faschismus (Iniciativa de Wels contra del fascismo, Antifa), cuya presidencia ostentó 1984, año de su fundación, hasta 2010.

## Welser Initiative gegen Rechts
Esta iniciativa independiente lucha contra el extremismo de derechas, el racismo y el antisemitismo, los tres símbolos de referencia del nacionalsocialismo fueron eliminados después de un intenso debate en 1996/1997. La disolución de la ultraderechista “Verein Dichterstein Offenhausen“ (“Asociación de la Piedra de la poesía de Offenhausen“) en 1998/99. 
Por iniciativa de la organización antifascista, por aquel entonces presidida por Eiter, la ciudad invitó a sus antiguos ciudadanos judíos, erigió tres monumentos en memoria de las víctimas del nacionalsocialismo y puso a varias calles nombres de personas como Anna Frank o Rosa Jochmann, una activista de la resistencia austríaca. 
Cada año, la organización antifascista organiza eventos conmemorativos en Wels y Gunskirchen en los que intervienen muchas personalidades famosas como el presidente austríaco Heinz Fischer, actores como Christiane Hörbiger, Dietmar Schönherr,  Harald Krassnitzer y Erwin Steinhauer, escritores como Michael Köhlmeier, Robert Schindel y Doron Rabinovici, así como el politólogo Anton Pelinka. 
En las escuelas, la Welser Initiative dedica sus esfuerzos a la sensibilización en favor la democracia. Un ejemplo de ellos es que  6000 adolescentes vieron, en una proyección especial de la organización, la película “La lista de Schindler”. Además, más de 5000 han participado en eventos con supervivientes de los campos de concentración.
Para mejorar la situación de los inmigrantes en Wels, la Iniciativa  antifascista consiguió abrir una oficina de la integración, llamada “Mosaik”, que contribuye a dar forma a las medidas de integración de la ciudad.  En el ámbito humanitario, la organización dio apoyo a la familia de la víctima mortal de un atentado neonazi, aunque no ha sido la única vez que ha dado su apoyo.

## Compromiso y profesión
Eiter también es el cofundador y el portavoz  de la Oberösterreichisches Netzwerk gegen Rassismus und Rechtsextremismus (la red de Alta Austria contra el racismo y el extremismo de derechas), fundada en 2001. Hasta el momento, consta de 58 organizaciones políticas, religiosas, culturales y humanitarias como,por ejemplo, la Acción Católica, los Jóvenes Sindicalistas y el Movimiento Scout.
Además, Eiter es miembro de la comisión ejecutiva federal del Comité Austríaco de Mauthausen (Mauthausenkomitee Österreich, MKÖ). 
Trabaja en el departamento de comunicaciones de la Cámara de Trabajo de Alta Austria.

## Galardones
En 2000, la Welser Initiative gegen Faschmismus ganó el Premio de Solidaridad del semanario de la diócesis de Linz. 
En 2009, Robert Eiter fue galardonado por su compromiso antifascista con la Medalla Dorada de la Humanidad por la ciudad de Wels.